# Scottish Football League
Scottish Football League var den højst rangerende fodboldliga i det skotske ligasystem i perioden fra dens oprettelse i 1890, indtil holdene i ligaens bedste division, Premier Division, i 1998 blev udskilt i en særskilt liga, Scottish Premier League. I 2013 blev de to ligaer igen fusioneret under dannelse af Scottish Professional Football Liga.
Indtil 1998 bestod ligaen af fire divisioner og var den højst rangerende i Skotland. Efter udskillelsen af Scottish Premier League bestod den fra 1998 til 2013 af tre divisioner, hver med 10 hold, der var placeret på niveauerne 2, 3 og 4 ligasystemet. Fra First Division var der oprykning til Scottish Premier League, mens der fra Third Division ikke var nedrykning. Mellem de tre divisioner var der op- og nedrykning i form af direkte op- og nedrykning samt kvalifikationskampe.